# Фридерика фон Шлезвиг-Холщайн-Зондербург-Глюксбург
Фридерика Каролина Юлиана фон Шлезвиг-Холщайн-Зондербург-Глюксбург (на немски: Friederike Caroline Juliane Prinzessin zu Schleswig-Holstein-Sonderburg-Glücksburg; * 9 октомври 1811, дворец в Готорф при Шлезвиг; † 10 юли 1902, Алексисбад, днес в Харцгероде) от фамилията Олденбург, е принцеса от Шлезвиг-Холщайн-Зондербург-Глюксбург и чрез женитба херцогиня на Анхалт-Бернбург (30 октомври 1834 – 19 август 1863).

## Биография
Тя е втората дъщеря на херцог Фридрих Вилхелм фон Шлезвиг-Холщайн-Зондербург-Глюксбург (1785 – 1831) и съпругата му принцеса Луиза Каролина фон Хесен-Касел (1789 – 1867), дъщеря на ландграф Карл фон Хесен-Касел (1744 – 1836) и принцеса Луиза Датска (1750 – 1831), дъщеря на датския крал Фредерик V. По-малкият ѝ брат Кристиан IX (1818 – 1906) е крал на Дания (1863 – 1906).
Фридерика Каролина се омъжва на 30 октомври 1834 г. в дворец Луизенлунд при Шлезвиг за херцог Александер Карл фон Анхалт-Бернбург (* 2 март 1805; † 19 август 1863), единственият син на княз и херцог Алексиус Фридрих Кристиан фон Анхалт-Бернбург (1767 – 1834) и принцеса Мария Фридерика фон Хесен-Касел (1768 – 1839), дъщеря на курфюрст Вилхелм I фон Хесен-Касел (1743 – 1821) и принцеса Вилхелмина Каролина от Дания (1747 – 1820), дъщеря на датския крал Фредерик V. Бракът е бездетен.
Заради своята напреднала шизофрения херцогът се оттегля през ноември 1855 г. в дворец Хойм. Фридерика фон Шлезвиг-Холщайн-Зондербург-Глюксбург е обявена за съ-регентка до смъртта му 1863 г. След смъртта на херцога Херцогството Анхалт-Бернбург е съединено с Херцогството Анхалт-Десау и херцогинята Фридерика живее до смъртта си в дворец Баленщет. Тя се занимава много със социални грижи и с развитието на миньорството в херцогството.
Тя умира на 90 години на 10 юли 1902 г. в дворец Баленщет в Алексисбад, в Саксония-Анхалт.

## Галерия
- Херцог Александер Карл фон Анхалт-Бернбург
- Херцогиня Фридерика фон Шлезвиг-Холщайн-Зондербург-Глюксбург ок. 1840
- Херцогиня Фридерика фон Анхалт-Бернбург, 1896